# Serra di Ferro
Serra di Ferro (in francese Serra-di-Ferro, in corso Sarra di Farru) è un comune francese di 461 abitanti situato nel dipartimento della Corsica del Sud nella regione della Corsica.

## Società

### Evoluzione demografica
Abitanti censiti